# 우주간 경계 탐사 위성

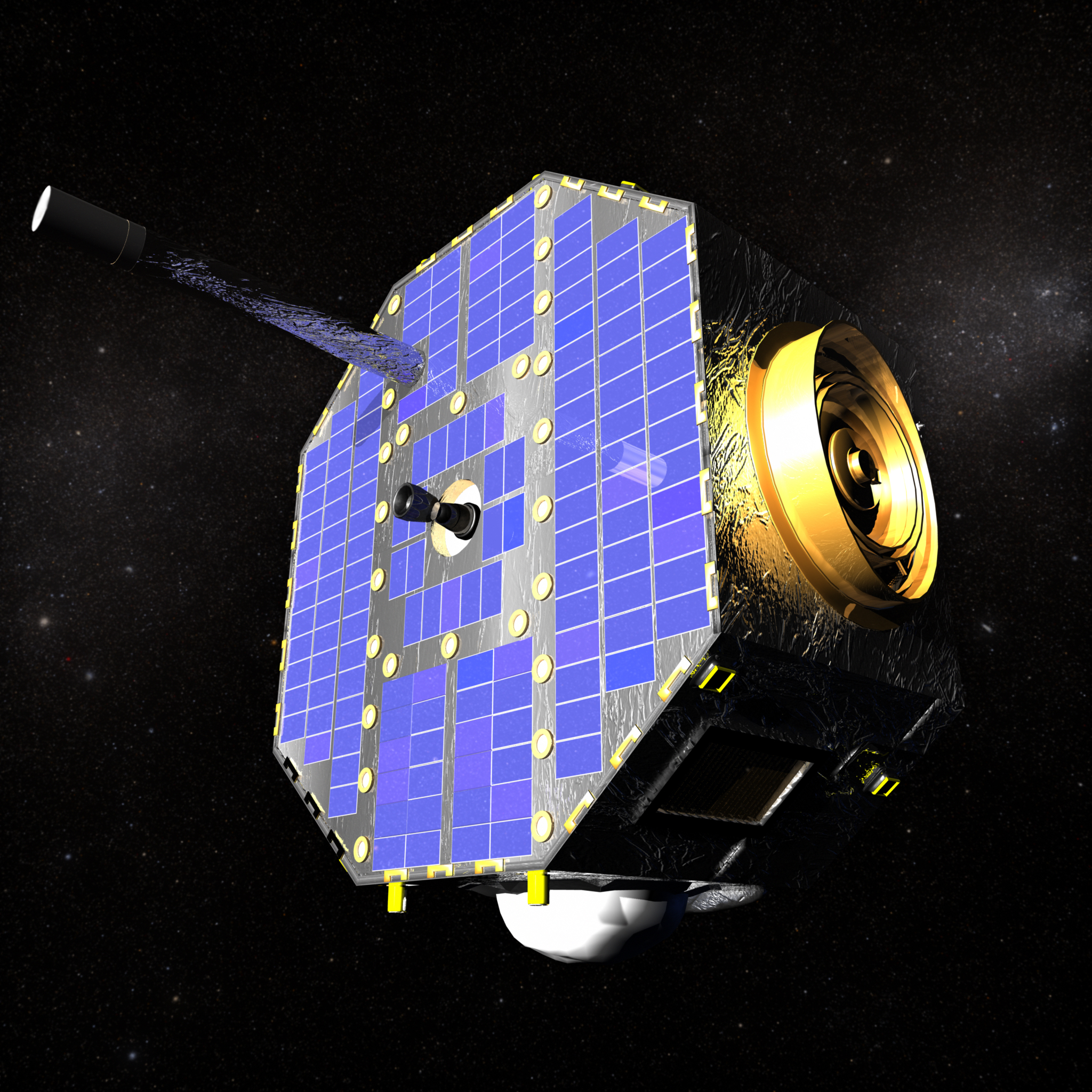
IBEX 위성

우주간 경계 탐사 위성, 우주간 경계탐사선, 성간경계탐사선(Interstellar Boundary Explorer, IBEX, Explorer 91, SMEX-10)은 에너지 중성 원자(ENA)를 사용하여 태양계와 성간 공간 사이의 상호 작용 영역을 이미지화하는 지구 궤도의 미국 항공 우주국(NASA) 위성이다. 이 임무는 NASA의 스몰 익스플로러 프로그램의 일부이며 2008년 10월 19일 페가수스-XL 발사체와 함께 발사되었다.
이 임무는 이전에 SwRI(Southwest Research Institute)에서 근무했으며 현재는 프린스턴 대학교에서 근무하고 있는 데이비드 J. 맥코마스 박사(IBEX 수석 조사관)가 주도하고 있다. 로스앨러모스 국립 연구소와 록히드 마틴 어드밴스트 테크놀로지 센터(Advanced Technology Center)는 각각 IBEX-Hi 및 IBEX-Lo 센서를 구축했다. 오비털 사이언스 코퍼레이션은 위성 버스를 제조했으며 우주선 환경 테스트를 위한 장소였다. 명목상의 임무 기본 기간은 취역 후 2년이었으며 임무는 2011년 초에 끝났다. 우주선과 센서는 여전히 건강하며 임무는 확장 임무로 계속되고 있다.
IBEX는 지구 주위를 태양 중심으로 회전 안정화 궤도에 있다. 2011년 6월, IBEX는 새롭고 더 효율적이며 훨씬 더 안정적인 궤도로 전환되었다. 새로운 궤도에서는 달에 가까이 가지 않으며 위치를 유지하는 데 더 적은 연료를 소비한다.
이 우주선에는 10eV~2keV(IBEX-Lo) 및 300eV~6keV(IBEX-Hi) 에너지의 ENA를 감지하는 두 개의 대형 조리개 이미저가 장착되어 있다. 이번 임무는 원래 24개월의 작전 기간으로 계획됐다. 이후 임무가 연장되어 2023년 3월 현재까지 우주선이 계속 운용되고 있다.

## 같이 보기
- IMAP (우주선)